# Bitva o Belgii
Bitva o Belgii, nebo též Belgické tažení bylo součástí větší akce Bitvy o Francii, ofenzivního tažení Německa během druhé světové války. Trvala přes 18 dní v květnu roku 1940 a skončila německou okupací Belgie a následnou kapitulací Belgické armády.
10. května 1940, napadly německé ozbrojené síly (Wehrmacht) Lucembursko, Nizozemsko a Belgii, v rámci operačního plánu Fall Gelb. Spojenci věřili, že Belgie bude dalším německým cílem a proto se pokusili německou armádu v Belgii zastavit. Po tom co se Francie plně odhodlala uskutečnit svůj plán na zastavení Němců mezi 10. až 12. květnem, Němci začali uskutečňovat druhou fázi svého plánu. Průnik přes Ardeny, s následným postupem údolím řeky Sommy ke kanálu La Manche. Německá armáda dosáhla kanálu během pěti dnů a začala obkličovat spojenecké armády. Němci postupně zmenšovali obklíčení a tlačili spojenecké jednotky do moře. Belgická armáda kapitulovala 28. května 1940, čímž ukončila bitvu o Belgii.
Během bitvy o Belgii se také odehrála první tanková bitva války, bitva o Hannut. V té době byla největší tankovou bitvou v dějinách ačkoli později byla překonána bitvami během afrického tažení a během bojů na východní frontě. Bitva o Belgii též zahrnuje bitvu o pevnost Eben Emael, první leteckou strategickou operaci zahrnující použití pouze parašutistů, k dobytí dobře chráněného a vyzbrojeného vojenského komplexu, navíc se skutečností že obránci byli ve značné přesile.
Němci uvádějí, že během osmnácti dnů ostrých bojů byla Belgická armáda tuhým protivníkem a mluví o "mimořádné odvaze" jejích vojáků. Kolaps belgického vojska ale donutil spojence opustit kontinentální Evropu. Britské námořnictvo následně evakuovalo z francouzských přístavů spojenecké jednotky v rámci operace Dynamo a umožnilo tak Britské armádě uprchnout a později pokračovat ve vojenských operacích. Němci okupovali Belgii až do zimy 1944-1945, kdy byla po tvrdých bojích právě v Ardenském pohoří, osvobozena spojenci, především pak armádou Spojených států.